# ال ایوانز

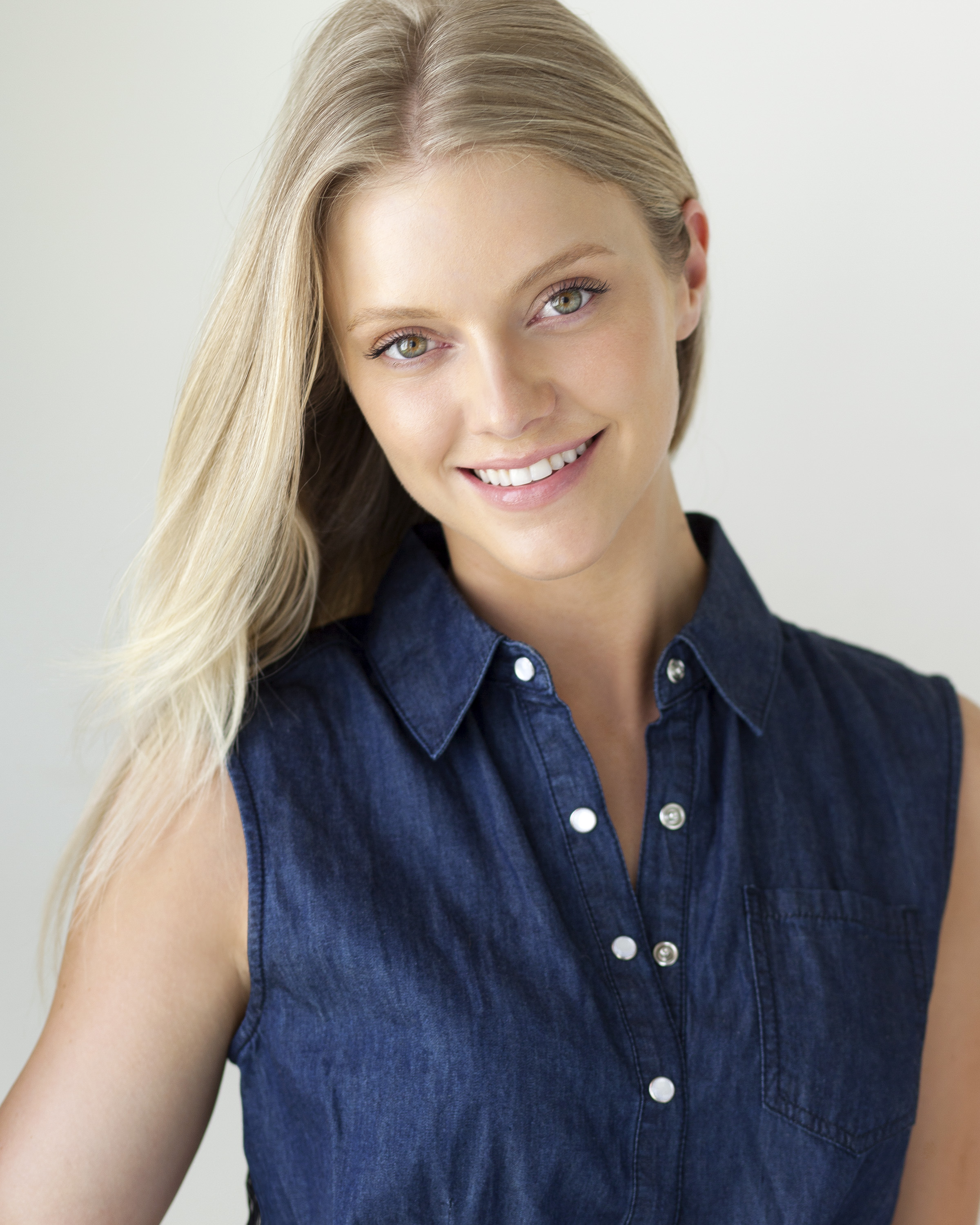

ال ایوانز بلامی (متولد Lindsey Gayle Evans؛ ۹ دسامبر 1989) یک مدل و بازیگر آمریکایی است که در لس آنجلس زندگی و کار می‌کند. او در موزیک ویدیو " خطوط تار " ظاهر شد. او همچنین یکی از چهره‌های لوازم آرایشی NYX است.لیندسی گیل ایوانز (که بعدها به نام ال ایوانز شناخته شد) در ۹ دسامبر ۱۹۸۹ در پاریس، تگزاس به دنیا آمد و در بلانچارد، لوئیزیانا بزرگ شد. او در دبیرستان نورث وود تحصیل کرد و در دانشگاه ایالتی نورث وسترن تحصیل کرد و در آنجا در رشته روزنامه‌نگاری پخش شد.

## زندگی شخصی
ایوانز در فوریه ۲۰۱۵ با مت بلامی، خواننده اصلی و گیتاریست گروه میوز، آشنا شد. در دسامبر ۲۰۱۷ نامزدی خود را اعلام کردند. در ۱۰ آگوست ۲۰۱۹، بلامی و ایوانز ازدواج کردند.در فوریه ۲۰۲۰، ایوانز در حساب اینستاگرام خود اعلام کرد که او و بلامی در اواخر ماه مه ۲۰۲۰ منتظر اولین فرزند مشترک خود هستند در ۷ ژوئن ۲۰۲۰، ایوانز دختری به نام لاولا داون به دنیا آورد. در مارس ۲۰۲۴، ایوانز در حساب اینستاگرام خود اعلام کرد که او و بلامی منتظر دومین فرزند خود هستند.